# Station Houraing

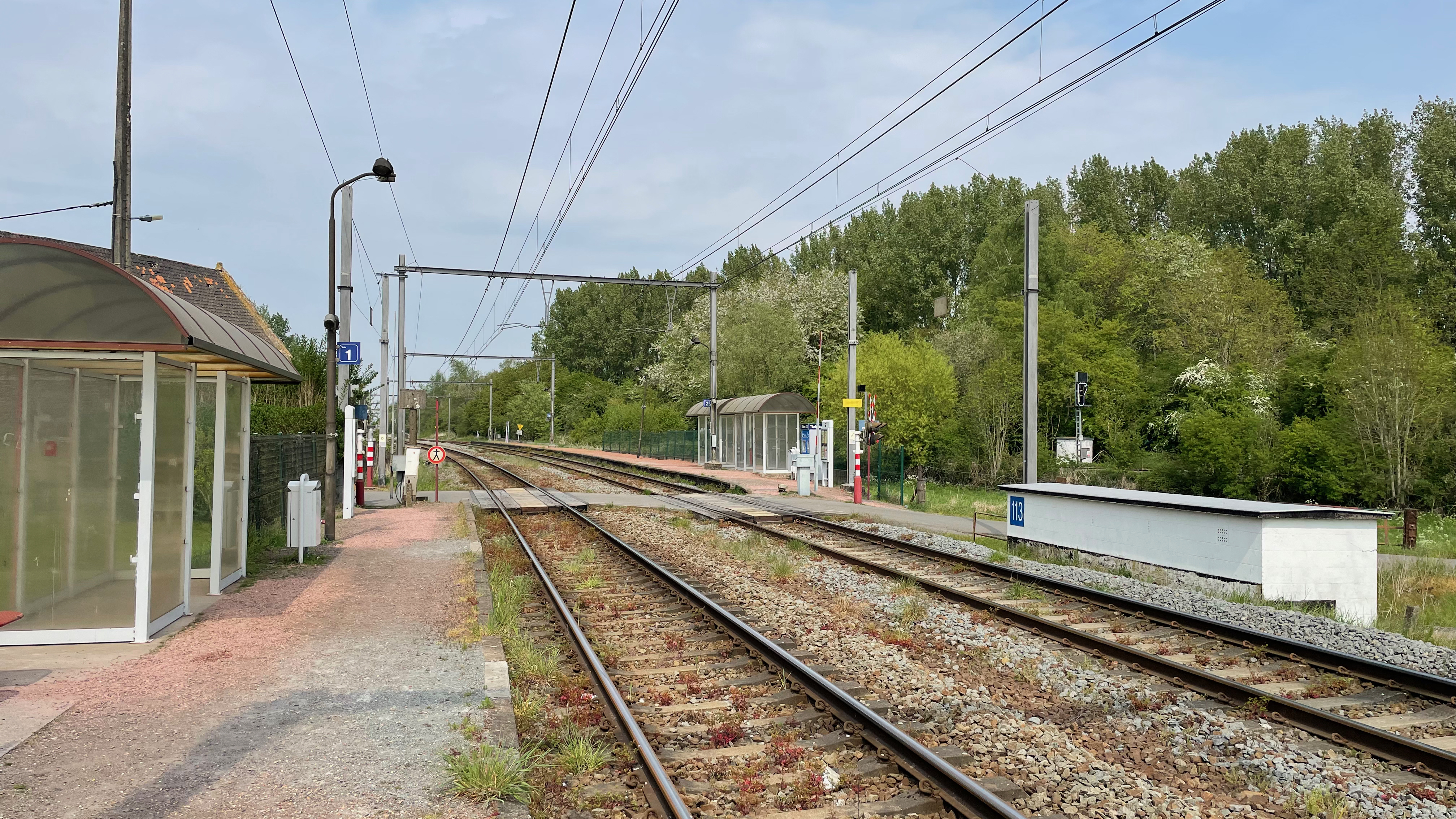
Station Houraing

Station Houraing is een spoorweghalte langs spoorlijn 90 (Jurbeke - Aat - Denderleeuw) in Lessen (Frans: Lessines).

## Treindienst
| Serie       | Treinsoort          | Route                                                                          | Bijzonderheden                                                                      |
| ----------- | ------------------- | ------------------------------------------------------------------------------ | ----------------------------------------------------------------------------------- |
| L 4850      | L-trein (NMBS)      | Geraardsbergen – Houraing – Aat – Bergen – [ Doornik – Moeskroen ] / [ Quévy ] | Rijdt op werkdagen Geraardsbergen-Moeskroen. Rijdt in weekends Geraardsbergen-Quèvy |
| P 7590/8590 | Piekuurtrein (NMBS) | Geraardsbergen – Houraing – Aat                                                | Rijdt alleen op werkdagen.                                                          |

## Reizigerstellingen
De grafiek en tabel geven het gemiddeld aantal instappende reizigers weer op een week-, zater- en zondag.
| Tabel: aantal instappende reizigers station Houraing | Tabel: aantal instappende reizigers station Houraing | Tabel: aantal instappende reizigers station Houraing | Tabel: aantal instappende reizigers station Houraing |
|                                                      | Weekdag                                              | Zaterdag                                             | Zondag                                               |
| ---------------------------------------------------- | ---------------------------------------------------- | ---------------------------------------------------- | ---------------------------------------------------- |
| 1977                                                 | 247                                                  | 56                                                   | 33                                                   |
| 1978                                                 | 273                                                  | 74                                                   | 37                                                   |
| 1979                                                 | 200                                                  | 23                                                   | 18                                                   |
| 1980                                                 | 224                                                  | 19                                                   | 23                                                   |
| 1981                                                 | 206                                                  | 17                                                   | 18                                                   |
| 1982                                                 | 178                                                  | 18                                                   | 29                                                   |
| 1983                                                 | 202                                                  | 17                                                   | 18                                                   |
| 1984                                                 | 143                                                  | 19                                                   | 17                                                   |
| 1985                                                 | 150                                                  | 29                                                   | 23                                                   |
| 1986                                                 | 155                                                  | 27                                                   | 27                                                   |
| 1987                                                 | 150                                                  | 25                                                   | 23                                                   |
| 1988                                                 | 127                                                  | 25                                                   | 26                                                   |
| 1989                                                 | 137                                                  | 24                                                   | 28                                                   |
| 1990                                                 | 155                                                  | 54                                                   | 39                                                   |
| 1991                                                 | 194                                                  | 62                                                   | 49                                                   |
| 1992                                                 | 216                                                  | 64                                                   | 51                                                   |
| 1993                                                 | 191                                                  | 62                                                   | 55                                                   |
| 1994                                                 | 139                                                  | 25                                                   | 19                                                   |
| 1995                                                 | 155                                                  | 28                                                   | 29                                                   |
| 1996                                                 | 168                                                  | 37                                                   | 18                                                   |
| 1997                                                 | 187                                                  | 46                                                   | 26                                                   |
| 1998                                                 | 131                                                  | 26                                                   | 27                                                   |
| 1999                                                 | 105                                                  | 88                                                   | 74                                                   |
| 2000                                                 | 136                                                  | 24                                                   | 12                                                   |
| 2001                                                 | 128                                                  | 20                                                   | 24                                                   |
| 2002                                                 | 117                                                  | 22                                                   | 15                                                   |
| 2003                                                 | 120                                                  | 22                                                   | 14                                                   |
| 2004                                                 | 117                                                  | 24                                                   | 22                                                   |
| 2005                                                 | 158                                                  | 22                                                   | 25                                                   |
| 2006                                                 | 141                                                  | 27                                                   | 24                                                   |
| 2007                                                 | 162                                                  | 28                                                   | 14                                                   |
| 2008                                                 | -                                                    | -                                                    | -                                                    |
| 2009                                                 | 169                                                  | 34                                                   | 15                                                   |
| 2010                                                 | -                                                    | -                                                    | -                                                    |
| 2011                                                 | -                                                    | -                                                    | -                                                    |
| 2012                                                 | 172                                                  | 27                                                   | 20                                                   |
| 2013                                                 | 183                                                  | 27                                                   | 16                                                   |
| 2014                                                 | 149                                                  | 25                                                   | 27                                                   |
| 2015                                                 | 177                                                  | 32                                                   | 21                                                   |
| 2016                                                 | 127                                                  | 31                                                   | 22                                                   |
| 2017                                                 | 161                                                  | 42                                                   | 28                                                   |
| 2018                                                 | 128                                                  | 52                                                   | 38                                                   |
| 2019                                                 | 144                                                  | 32                                                   | 25                                                   |
| 2020                                                 | 107                                                  | 54                                                   | 41                                                   |
| 2021                                                 | -                                                    | -                                                    | -                                                    |
| 2022                                                 | 167                                                  | 55                                                   | 44                                                   |
| 2023                                                 | 176                                                  | 84                                                   | 54                                                   |
| 2024                                                 | 185                                                  | 74                                                   | 65                                                   |

0,0: Denderleeuw ·
1,9: Iddergem ·
4,4: Okegem ·
7,5: Ninove ·
10,2: Eichem ·
12,1: Appelterre ·
13,4: Zandbergen ·
16,1: Idegem ·
17,8: Schendelbeke ·
21,7: Geraardsbergen ·
23,2: Overboelare ·
26,3: Acren · 
28,7: Lessen ·
29,8: Houraing ·
31,8: Papignies ·
33,5: La Cavée ·
35,4: Rebaix ·
39,9: Aat ·
42,1: Maffle ·
45,0: Mévergnies-Attre ·
46,5: Brugelette ·
48,3: Cambron-Casteau ·
52,1: Lens ·
55,6: Jurbeke ·
58,0: Erbisœul ·
66,7: Baudour ·
71,8: Saint-Ghislain